# Юліан Дракслер
Юліан Дракслер (нім. Julian Draxler, нар. 20 вересня 1993, Гладбек) — німецький футболіст, півзахисник катарського клубу «Аль-Аглі».
Чемпіон світу 2014 року.

## Клубна кар'єра
Народився 20 вересня 1993 року в місті Гладбек. Вихованець футбольної школи клубу «Шальке 04». Дорослу футбольну кар'єру розпочав 2011 року в основній команді того ж клубу. Дракслер дебютував у Бундеслізі 15 січня 2011 в матчі проти «Гамбурга» (0:1). Тоді він став четвертим у списку наймолодших гравців за весь час існування Бундесліги. Тиждень потому, Юліан Дракслер вийшов у стартовому складі в матчі проти «Ганновера» (1:0).
3 травня 2014, в матчі проти «Фрайбурга», Дракслер вийшов на поле у віці 20 років, 7 місяців і 13 днів став наймолодшим гравцем в історії, що зіграв в 100 матчах Бундесліги.
31 серпня 2015 року уклав п'ятирічний контракт з «Вольфсбургом», проте провів у цій команді лише півтора року, оскільки вже на початку 2017 року було оголошено про його перехід до французького «Парі Сен-Жермен», з яким німець уклав чотирирічний контракт.

## Виступи за збірні
У 2010 році дебютував у складі юнацької збірної Німеччини, взяв участь у 10 іграх на юнацькому рівні, відзначившись 2 забитими голами.
У 2011 році залучався до складу молодіжної збірної Німеччини. На молодіжному рівні зіграв у 1 офіційному матчі, забив 1 гол.
У 2012 році дебютував в офіційних матчах у складі національної збірної Німеччини. Наразі провів у формі головної команди країни 28 матчів, відзначившись 3 голами.
Здобув титул чемпіона світу на чемпіонаті 2014 року, на якому, щоправда, відіграв лише останні 15 хвилин півфіналу проти Бразилії, вийшовши на заміну вже при рахунку 6:0 на користь його команди. За два роки у складі «бундес-тім» дійшов стадії півфіналів на Євро-2016, на якому вже був серед основних півзахисників своєї збірної.
4 червня 2018 року був включений до заявки національної команди для участі у своїй другій світовій першості — тогорічному чемпіонаті світу в Росії.
| Дата       | Місто                   | Господарі         | Результат               | Гості             | Турнір                    | Голи | Примітки |
| ---------- | ----------------------- | ----------------- | ----------------------- | ----------------- | ------------------------- | ---- | -------- |
| 26-5-2012  | Базель                  | Швейцарія         | 5 – 3                   | Німеччина         | товариський матч          | -    | 62'      |
| 7-9-2012   | Ганновер                | Німеччина         | 3 – 0                   | Фарерські острови | Відбір до ЧС 2014         | -    | 88'      |
| 14-11-2012 | Амстердам               | Нідерланди        | 0 – 0                   | Німеччина         | товариський матч          | -    | 90'      |
| 22-3-2013  | Астана                  | Казахстан         | 0 – 3                   | Німеччина         | Відбір до ЧС 2014         | -    | 19'      |
| 29-5-2013  | Бока-Ратон              | Німеччина         | 4 – 2                   | Еквадор           | товариський матч          | -    | 56'      |
| 2-6-2013   | Вашингтон               | США               | 4 – 3                   | Німеччина         | товариський матч          | 1    |          |
| 6-9-2013   | Мюнхен                  | Німеччина         | 3 – 0                   | Австрія           | Відбір до ЧС 2014         | -    | 90'      |
| 10-9-2013  | Торсгавн                | Фарерські острови | 0 – 3                   | Німеччина         | Відбір до ЧС 2014         | -    | 74'      |
| 15-10-2013 | Стокгольм               | Швеція            | 3 – 5                   | Німеччина         | Відбір до ЧС 2014         | -    | 82'      |
| 19-11-2013 | Лондон                  | Англія            | 0 – 1                   | Німеччина         | товариський матч          | -    | 67'      |
| 13-5-2014  | Гамбург                 | Німеччина         | 0 – 0                   | Польща            | товариський матч          | -    |          |
| 8-7-2014   | Белу-Оризонті           | Бразилія          | 1 – 7                   | Німеччина         | ЧС 2014 - півфінал        | -    | 76'      |
| 3-9-2014   | Дюссельдорф             | Німеччина         | 2 – 4                   | Аргентина         | товариський матч          | -    | 20' 33'  |
| 11-10-2014 | Варшава                 | Польща            | 2 – 0                   | Німеччина         | Відбір до ЧЄ 2016         | -    | 71'      |
| 14-10-2014 | Гельзенкірхен           | Німеччина         | 1 – 1                   | Ірландія          | Відбір до ЧЄ 2016         | -    | 70'      |
| 13-11-2015 | Сен-Дені                | Франція           | 2 – 0                   | Німеччина         | товариський матч          | -    | 61'      |
| 29-3-2016  | Мюнхен                  | Німеччина         | 4 – 1                   | Італія            | товариський матч          | -    | 85'      |
| 29-5-2016  | Аугсбург                | Німеччина         | 1 – 3                   | Словаччина        | товариський матч          | -    |          |
| 4-6-2016   | Гельзенкірхен           | Німеччина         | 2 – 0                   | Угорщина          | товариський матч          | -    | 60'      |
| 12-6-2016  | Лілль                   | Німеччина         | 2 – 0                   | Україна           | ЧЄ 2016 - 1-й етап        | -    | 78'      |
| 16-6-2016  | Париж                   | Німеччина         | 0 – 0                   | Польща            | ЧЄ 2016 - 1-й етап        | -    | 71'      |
| 26-6-2016  | Лілль                   | Німеччина         | 3 – 0                   | Словаччина        | ЧЄ 2016 - 1/8 фіналу      | 1    | 72'      |
| 2-7-2016   | Бордо                   | Німеччина         | 1 – 1 д.ч. (6 - 5 п.п.) | Італія            | ЧЄ 2016 - чвертьфінал     | -    | 72'      |
| 7-7-2016   | Марсель                 | Німеччина         | 0 – 2                   | Франція           | ЧЄ 2016 - півфінал        | -    | 50'      |
| 4-9-2016   | Осло                    | Норвегія          | 0 – 3                   | Німеччина         | Відбір до ЧС 2018         | -    | 85'      |
| 8-10-2016  | Гамбург                 | Німеччина         | 3 – 0                   | Чехія             | Відбір до ЧС 2018         | -    | 80'      |
| 11-10-2016 | Ганновер                | Німеччина         | 2 – 0                   | Північна Ірландія | Відбір до ЧС 2018         | 1    |          |
| 26-3-2017  | Баку                    | Азербайджан       | 1 – 4                   | Німеччина         | Відбір до ЧС 2018         | -    | 84'      |
| 6-6-2017   | Брондбю                 | Данія             | 1 – 1                   | Німеччина         | товариський матч          | -    | кап.     |
| 10-6-2017  | Нюрнберг                | Німеччина         | 7 – 0                   | Сан-Марино        | Відбір до ЧС 2018         | 1    | кап. 76' |
| 19-6-2017  | Сочі                    | Австралія         | 2 – 3                   | Німеччина         | Кубок Конфедерацій        | 1    | кап.     |
| 22-6-2017  | Казань                  | Німеччина         | 1 – 1                   | Чилі              | Кубок Конфедерацій        | -    | кап.     |
| 25-6-2017  | Сочі                    | Німеччина         | 3 – 1                   | Камерун           | Кубок Конфедерацій        | -    | кап. 80' |
| 29-06-2017 | Сочі                    | Німеччина         | 4 – 1                   | Мексика           | Кубок Конфедерацій        | -    | кап.     |
| 2-07-2017  | Санкт-Петербург         | Чилі              | 0 – 1                   | Німеччина         | Кубок Конфедерацій        | -    | кап.     |
| 1-9-2017   | Прага                   | Чехія             | 1 – 2                   | Німеччина         | Відбір до ЧС 2018         | -    | 67'      |
| 4-9-2017   | Штутгарт                | Німеччина         | 6 – 0                   | Норвегія          | Відбір до ЧС 2018         | 1    |          |
| 5-10-2017  | Белфаст                 | Північна Ірландія | 1 – 3                   | Німеччина         | Відбір до ЧС 2018         | -    | 72'      |
| 10-11-2017 | Лондон                  | Англія            | 0 – 0                   | Німеччина         | товариський матч          | -    | 67'      |
| 14-11-2017 | Кельн                   | Німеччина         | 2 – 2                   | Франція           | товариський матч          | -    |          |
| 23-3-2018  | Дюссельдорф             | Німеччина         | 1 – 1                   | Іспанія           | товариський матч          | -    | 68'      |
| 27-3-2018  | Берлін                  | Німеччина         | 0 – 1                   | Бразилія          | товариський матч          | -    |          |
| 2-6-2018   | Клагенфурт-ам-Вертерзеє | Австрія           | 2 – 1                   | Німеччина         | товариський матч          | -    | 76'      |
| 8-6-2018   | Леверкузен              | Німеччина         | 2 – 1                   | Саудівська Аравія | товариський матч          | -    |          |
| 17-6-2018  | Москва                  | Німеччина         | 0 – 1                   | Мексика           | ЧС 2018 - 1-й етап        | -    |          |
| 23-6-2018  | Сочі                    | Німеччина         | 2 – 1                   | Швеція            | ЧС 2018 - 1-й етап        | -    |          |
| 9-9-2018   | Зінсгайм                | Німеччина         | 2 – 2                   | Перу              | товариський матч          | -    | 46'      |
| 13-10-2018 | Амстердам               | Нідерланди        | 3 – 0                   | Німеччина         | Ліга націй УЄФА 2018—2019 | -    | 57'      |
| 16-10-2018 | Сен-Дені                | Франція           | 2 – 1                   | Німеччина         | Ліга націй УЄФА 2018—2019 | -    | 75'      |
| 8-6-2019   | Борисов                 | Білорусь          | 0 – 2                   | Німеччина         | Відбір до ЧЄ 2020         | -    | 71'      |
| 11-6-2019  | Майнц                   | Німеччина         | 8 – 0                   | Естонія           | Відбір до ЧЄ 2020         | -    | 53'      |
| 3-9-2020   | Штутгарт                | Німеччина         | 1 – 1                   | Іспанія           | Ліга націй УЄФА 2020—2021 | -    |          |
| 6-9-2020   | Базель                  | Швейцарія         | 1 – 1                   | Німеччина         | Ліга націй УЄФА 2020—2021 | -    | 90+3'    |
| 7-10-2020  | Кельн                   | Німеччина         | 3 – 3                   | Туреччина         | товариський матч          | 1    | 23' 59'  |
| 10-10-2020 | Київ                    | Україна           | 1 – 2                   | Німеччина         | Ліга націй УЄФА 2020—2021 | -    | 80'      |
| 13-10-2020 | Кельн                   | Німеччина         | 3 – 3                   | Швейцарія         | Ліга націй УЄФА 2020—2021 | -    | 77'      |
| 26-3-2022  | Зінсгайм                | Німеччина         | 2 – 0                   | Ізраїль           | товариський матч          | -    |          |
| 29-3-2022  | Амстердам               | Нідерланди        | 1 – 1                   | Німеччина         | товариський матч          | -    | 86'      |
| Усього     |                         | Матчів            | 58                      |                   | Голів                     | 7    |          |

## Титули і досягнення
- Німеччина:

Чемпіон світу (1): 2014
Володар Кубка конфедерацій (1): 2017
- Володар Кубка Німеччини (1):

«Шальке 04»: 2010-11
- Володар Суперкубка Німеччини (1):

«Шальке 04»: 2011
- Чемпіон Франції (4):

«Парі Сен-Жермен»: 2017-18, 2018-19, 2019-20, 2021–22
- Володар Кубка французької ліги (3):

«Парі Сен-Жермен»: 2016-17, 2017-18, 2019-20
- Володар Кубка Франції (4):

«Парі Сен-Жермен»: 2016-17, 2017-18, 2019-20, 2020-21
- Володар Суперкубка Франції (5):

«Парі Сен-Жермен»: 2017, 2018, 2019, 2020, 2022